# Ярен (Норвегия)
Я̀рен (на норвежки: Jaren) е град в южна Норвегия. Разположен е във фюлке Оплан на около 50 km северно от столицата Осло. Главен административен център на община Гран. Има жп гара. Населението му заедно със село Бранбю е 4323 жители според данни от преброяването към 1 януари 2006 г.